# 曹熊 (嘉慶進士)
曹熊（1781年—1825年），字吉占，又字若素，號瀛方。江西省南昌府新建縣（今屬南昌市）人，清朝政治人物。

## 生平
嘉慶三年（1798年）戊午科江西鄉試舉人。之後以內閣中書候補。
嘉慶十四年（1809年）己巳恩科會試第一百四十九名，殿試位列第二甲第九十六名進士出身。奉旨以候補內閣中書遇缺即補。隨後以候補內閣中書入實錄館覆校《大清高宗純皇帝實錄》，議敘，歸入中書班內不論單雙月優先補用。
二十年（1815年），改補主事缺，籤分吏部文選司主事。
二十二年（1817年），以吏部主事充任丁丑科會試同考官。升吏部員外郎。
道光元年（1821年）二月，由吏部列入保送御史人員，引見後記名以御史補用。
二年（1822年），考選江南道監察御史。擢掌江南道監察御史。閏三月，奏言：「奉旨陞調各員，有干吏議者，即將該上司參奏，並由吏部將是否聲明違例之處繕具摺單呈覽，嗣後每閱三月彙奏一次」，吏部議覆：「應毋庸議」。又奏：「近來督撫等違例保奏者漸多，明知部議必駁，部駁之後仍可邀准，而一經恩准則處分亦無不寬免，遂爾心存玩易任意保題，積習相沿，成為故套，恐滋漏弊。」十一月初二日，奏請：「為河工儲備事宜，應嚴行查核，以期工堅料實。」
道光五年（1825年）卒。

## 家庭及關聯
- 七世祖：曹以炳。
- 六世祖：曹建治。
- 五世祖：曹家甲（1655年－1723年），康熙三十六年進士，官福建龍溪縣知縣。
- 高祖父：曹繩彬。
- 曾祖父：曹茂先（1698年－1764年），拔貢生，山西交城縣知縣，乾隆二十四年薦舉明經。
- 祖父：曹詠祖，乾隆十二年舉人。
- 父：曹庠業（1751年－1799年），拔貢生，官四川瀘州直隸州知州、夔州府知府。
- 子：曹聯桂（1803年－1854年），道光十五年榜眼，官湖南衡州府知府。